# ラクーア

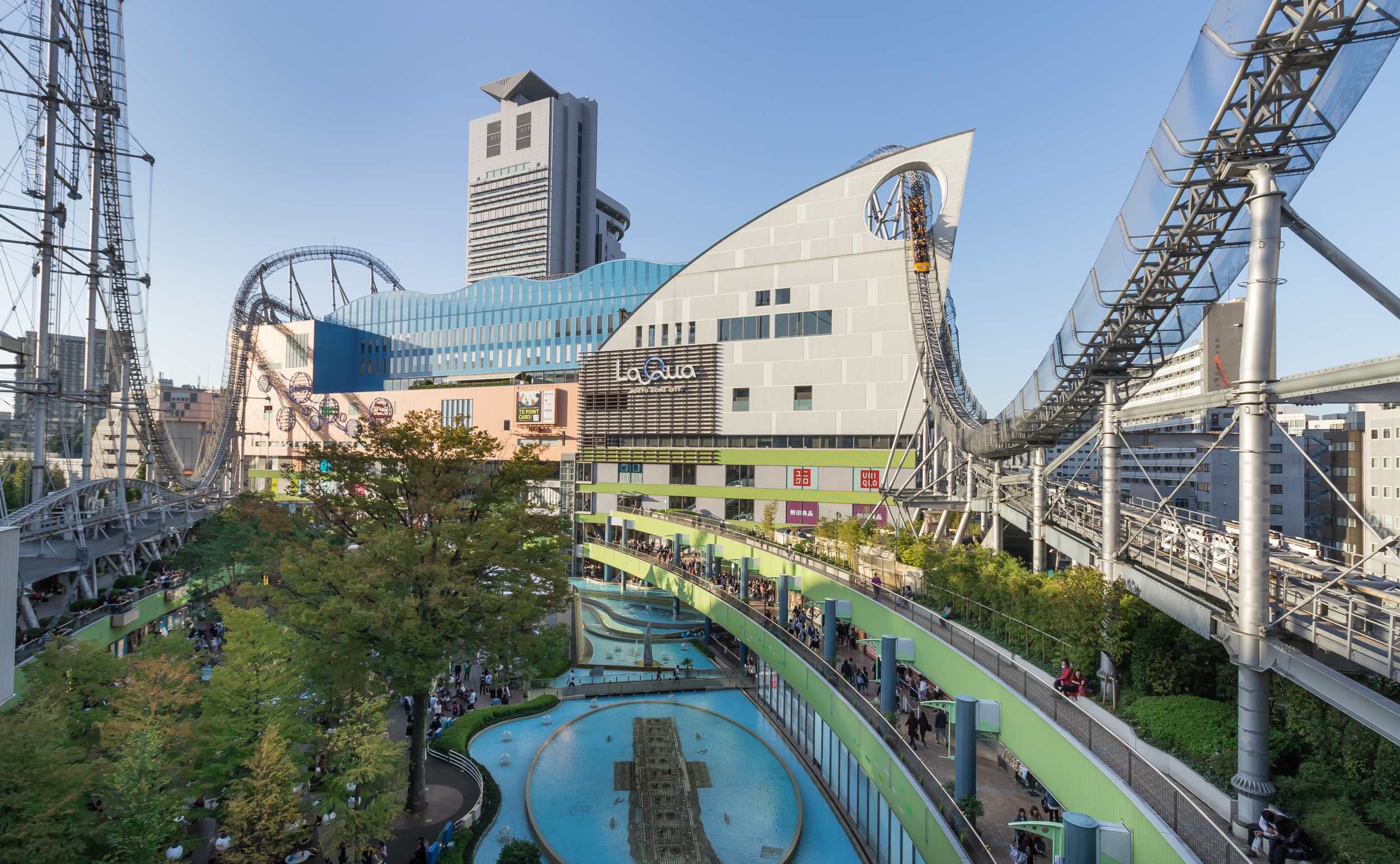
ラクーア

ラクーア（英称：LaQua）は、三井不動産の連結子会社である株式会社東京ドームが運営する東京ドームシティのスパ（温泉）施設を中心とした融合商業施設。

## 概説
後楽園ゆうえんち（現・東京ドームシティアトラクションズ）に存在していた「ジェットコースター」の老朽化に伴う旧コースターランド（遊園地北側部分）全体の再開発計画により建設され、2003年（平成15年）5月1日開業。従来のファミリー層向けの遊園地ではなく、会社帰りに立ち寄ることもできるような都市型レジャー施設である。社会人女性を中心的なターゲットとし、基本コンセプトは「東京の真ん中でリフレッシュを楽しむ」である。所在地は東京都文京区春日一丁目3番。
名称は、フランス語の女性単数定冠詞「La」（英語の「The」に相当）と日本語の「Laqu（楽）」、ラテン語で水を意味する「Aqua」を掛け合わせたものである。ラクーアのロゴは「Q」の輪の部分を観覧車「ビッグ・オー」、尻尾部分をジェットコースター「サンダードルフィン」のレールをイメージしたものになっている。
「ラクーアちゃん」というオリジナルキャラクターがいる。人間のストレスを食べてくれる女の子のお化けで、ラクーアビルの屋根裏に住んでいるという設定。開業当初のCMにも登場していた。
ラクーアにはスパ施設のほか、商業施設や遊戯施設などがある。ラクーアの完成に伴い、南半分に残った後楽園ゆうえんちの施設（ジオポリス、タワーランド、パラシュートランド）は「東京ドームシティアトラクションズ」と名称を変更している。ラクーアと東京ドームシティアトラクションズともに、入園料無料のフリーゲートシステムを採用している。当初は遊戯施設ごとに料金を払う形となっていたが、2003年7月に乗り物乗り放題チケット「ライドフリー」(現・ワンデーパスポート)を設定した。

## 施設概要

### スパ施設「Spa LaQua（スパ ラクーア）」
日帰り入浴施設（温泉） ラクーアビル5 - 9階。
- 屋内風呂、露天風呂、サウナ、リラクゼーションスペース（リクライニングチェア）、ヒーリングバーデ（低温サウナ・岩盤浴。専用館内着のレンタル要）、アカスリ・エステ、ヘア・メイク、ネイルサロン、マッサージ、スタジアムシアター、ゲームカジノ等がある。

- 源泉名 小石川温泉
  - 泉質 ナトリウム-塩化物強塩温泉（高張性・中性・温泉）
  - 効用 冷え性・神経痛・筋肉痛・関節痛・五十肩・疲労回復・健康増進・くじき・うちみ・やけど・きりきずなど

フロア構成
- 5階 - リラクゼーション

休憩用のラウンジや仮眠スペースなどがある。レストランやショップも供設。
- 6階 - スパゾーン、フロント

多彩なお風呂がある。また、女性限定のアメニティショップがある。
- 7階 - ランデブーデッキ

オープンデッキから東京ドームシティが一望できる。
- 8階、9階 - ヒーリングバーデ

バリ、ドイツ、韓国などの癒しの要素を融合した開放感あふれる空間。9階にはバーデカフェがある。18歳未満入場不可。

### フィットネスクラブ東京ドーム
会員制フィットネスクラブ ラクーアビル7階。
- ビジター利用は通常不可。月額会費にオプション料金追加でスパ・ラクーアの入浴利用が可能。

フロア構成
- 7階 - フロント

プロショップと酸素カプセルが設置されている。
- 8階 - ジムやプールなどが存在する。

### 商業施設（ショップ&レストラン）
出店店舗の詳細については公式サイト「ショップ一覧」を参照。
1階から4階、9階にショップやレストランがある。2023年10月現在、改装に向けて閉店した店舗がある。
フロア構成
- ラクーアビル：68店舗（物販・サービス51店舗、飲食17店舗）
  - 9階 叙々苑
  - 4階 ABC-MART、GLOBAL WORK、UNIQLOなど
  - 3階 AMO'S STYLE、off&on、無印良品、LOWRYS FARMなど
  - 2階 earth music&ecology、AIGLE、Eddie Bauer、スターバックスコーヒー、SHOP IN、Zoff、TiC TAC、BIRTHDAY BAR、LAZY SUZANなど
  - 1階 サーティワン アイスクリーム、成城石井、築地銀だこなど

過去に存在したテナント
- HUSHUSH、新星堂、ヴィレッジヴァンガード（4階）
- HOUSE OF ROSE（3階）
- 一蘭、LUSH、紅虎餃子房（2階）
- ファミマ!!、ケンタッキーフライドチキン（1階）など

### アトラクションズ
- 「サンダードルフィン」：ジェットコースター

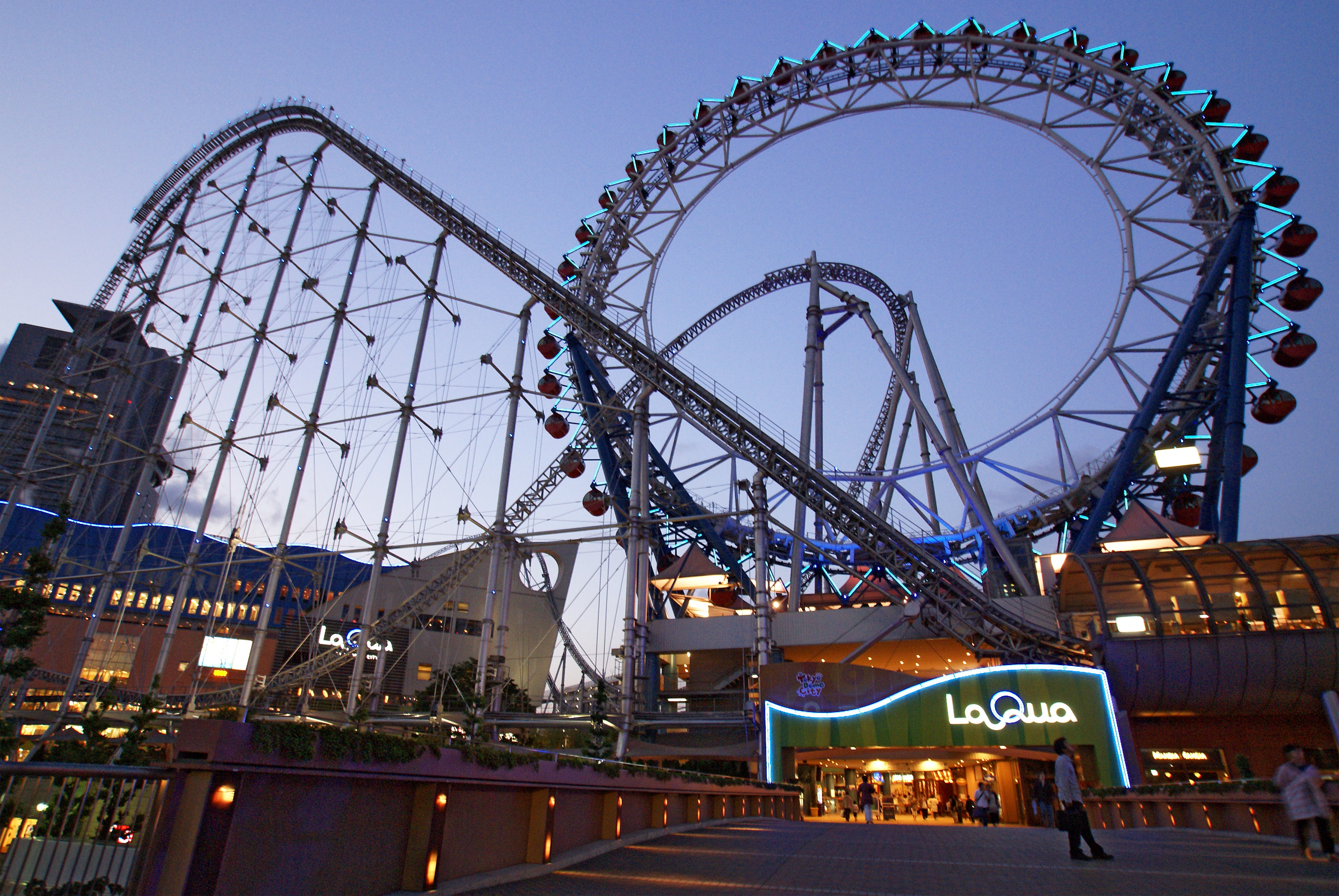
ビッグ・オー

- 「ビッグ・オー（Big O）」：世界初のセンターレス大観覧車（高さ約80m、直径60m）。
- 「ワンダードロップ」：落差約13mのウォーターライド。
- 「怨霊座敷」：靴を脱いで入るお化け屋敷。2018年4月より開業。
- 「ヴィーナスラグーン」：水上メリーゴーランド。
- 「ウォーターシンフォニー」：音楽噴水。

NTTドコモが開業当初からラクーアの公式スポンサーになっており、開業当初はVライブを使用したライブ映像の配信サービスや、園内に設置されたQRコードを用いたiモードユーザーを対象としたモバイル会員向けサービス（スタンプラリー形式でのポイント加算による景品プレゼントなど）を意欲的に実施していた（既に終了）。そのうち、ビッグ・オーとサンダードルフィンではモバイル会員を対象とした「アトラクション予約」サービスを展開しており、サイト上で時刻指定のうえクレジットカードでチケットレス決済し（2006年頃より予約単独での利用も可能となる）、指定時間迄に専用レーンに来場のうえ予約画面のQRコードを提示すれば優先的に搭乗できるといった画期的なサービスを提供していた。後にEZWebやY!ケータイにも対応したが、2012年3月31日をもってモバイル会員の終了に伴い利用不可となっている。

## 沿革
- 2001年（平成13年）
  - 1月 - 温泉掘削の許可。
  - 2月9日 - 温泉掘削作業開始。
  - 5月6日 - コースターランド営業終了。
  - 6月12日 - 天然温泉の泉脈発見（地下1,700m）。
  - 7月3日 - 建設開始。
- 2003年（平成15年）5月1日 - ラクーア開業。
- 2005年（平成17年）7月 - 水上メリーゴーランド「ヴィーナスラグーン」運営開始。
- 2008年（平成20年）
  - 1月14日 -「ザ・13ドアーズ」運営終了。
  - 2月16日 - 「ライラの冒険 黄金の羅針盤」運営開始。
- 2009年（平成21年）
  - 9月23日 -「ライラの冒険 黄金の羅針盤」運営終了。
  - 12月12日 -「ザ・ダイブ」運営開始。
- 2010年（平成22年）12月5日 -「サンダードルフィン」から部品が落下して地上で跳ね返り、下を通りかかった女児に当たる事故が発生した。女児は軽傷。そのため、同日より緊急点検のため2013年7月31日まで運転休止。
- 2011年（平成23年）
  - 1月31日 - 東京ドームシティアトラクションズ「スピニングコースター舞姫」で発生した死亡事故を受け、ラクーアの全アトラクションについても5月31日まで営業休止。なお、ショップ、温泉は平常通り営業。
  - 6月1日 - 「サンダードルフィン」を除くアトラクションが営業再開。
- 2013年（平成25年）
  - 5月7日 - ラクーアのショップ、レストランの一部店舗がリニューアルすることが発表された[4]。
  - 8月1日 -「サンダードルフィン」の営業を再開。
- 2018年（平成30年）4月21日 - 靴を脱いで入るお化け屋敷「怨霊座敷」運営開始。
- 2022年（令和4年）10月10日 - 車輌更新のため「サンダードルフィン」を営業休止。
- 2023年（令和5年）
  - 4月6日 - 「サンダードルフィン」が新車輌を導入し、リニューアルオープン。
  - 4月15日 - ラクーアビル9階に完全個室プライベートサウナ「サウナラウンジ レントラ」、ザ・ダイブ跡地に新フードゾーン「デリ&ディッシュ」オープン。